# Tatárjárás
Tatárjárás is een Hongaarse dramafilm uit 1917 onder regie van Michael Curtiz. Van de film zijn slechts enkele fragmenten bewaard gebleven.

## Verhaal
Barones Riza heeft door haar huwelijk toegang gekregen tot de hogere kringen. Vervolgens heeft ze zich ontdaan van haar man. Als ze verneemt dat luitenant Lőrenthey op manoeuvres is in de streek, gaat haar hart sneller slaan. De officier heeft haar echter haar huwelijk niet vergeven en hij heeft wraak in de zin.

## Rolverdeling
| Acteur             | Personage              |
| ------------------ | ---------------------- |
| Béla Bátori        | Baron Riza             |
| Iván Cseh          | Wallenstein            |
| Artúr Fodor        |                        |
| Rezső Inke         |                        |
| Ernő Király        | Luitenant Lőrenthey    |
| Emmi Kosáry        | Barones Riza           |
| Jenő Medgyaszay    | Huzarenkapitein Imrédy |
| József R. Tóth     |                        |
| Kálmán Somogy      | Cadet Mogyoróssy       |
| Lajos Szalkai      | Kolonel                |
| Sándor Szőke       | Bankier Vörös          |
| Camilla von Hollay | Treszka                |